# Різанина в аеропорту Лод
Терористична атака в аеропорту Лод (Ізраїль, нині Міжнародний аеропорт імені Бен-Гуріона) була здійснена 30 травня 1972 року трьома членами ліворадикальної організації «Червона армія Японії» за вказівкою керівництва Народного фронту визволення Палестини. Внаслідок теракту загинули 28 людей (у тому числі двоє терористів). Ще 78 дістали поранення.